# Runcu Salvei
Runcu Salvei (en hongrois : Runk) est une commune du județ de Bistrița-Năsăud en Transylvanie (Roumanie).